# Fernelia pedunculata
Espèce
Fernelia pedunculata est une espèce végétale de la famille des rubiacées. Elle est endémique de  l'île de La Réunion, département d'outre-mer français dans le sud-ouest de l'océan Indien.